# Akame 48 Waterfalls
Akame 48 Waterfalls (赤目四十八瀧心中未遂) é um filme produzido no Japão e lançado em 2003, sob a direção de Genjiro Arato.